# Еталан
Еталан (фр. Etalans) насеље је и општина у источној Француској у региону Франш-Конте, у департману Ду која припада префектури Безансон.
По подацима из 2011. године у општини је живело 1180 становника, а густина насељености је износила 49,27 становника/km². Општина се простире на површини од 23,95 km². Налази се на средњој надморској висини од 600 метара (максималној 638 m, а минималној 520 m).

## Демографија
| 1962. | 1968. | 1975. | 1982. | 1990. | 1999. | 2011. |
| ----- | ----- | ----- | ----- | ----- | ----- | ----- |
| 634   | 706   | 844   | 771   | 904   | 925   | 1.180 |

График промене броја становника у току последњих година